# Jean-Luc Aka-Evy
Jean-Luc Aka Avy est un diplomate, philosophe et écrivain congolais né en 1952 à Brazzaville. Longtemps directeur général des Arts et Lettres au Ministère des Arts et de la Culture congolais, il est Ambassadeur du Congo auprès de la République du Sénégal depuis 2018.

## Parcours
Titulaire d'un doctorat en histoire de l'art (Université Paris 1, 2006) pour une thèse dirigée par Jean Polet portant sur « L'image des arts d'Afrique Noire dans le discours esthétique occidental moderne : de la Renaissance au temps de Picasso puis de "l'art primitif" aux "arts premiers"  », Jean-Luc Aka Evy a été coordonnateur de la formation philosophie de l’université Marien-Ngouabi pendant plus de trente ans. Il a longtemps exercé la fonction de Commissaire général du Festival panafricain de musique (Fespam). Il a occupé le poste de directeur général des Arts et Lettres au Ministère des Arts et de la Culture congolais jusqu'en 2018. Durant ce mandat il crée en 2012 la Biennale Congolaise des Arts et Lettres, qui se veut être un espace privilégié de l'engagement total de la culture comme vecteur du développement.

## Œuvres
Auteur de nombreux textes savants publiés en revues, il publie son premier livre en janvier 2011 aux éditions Hémar. Il s'agit d'un essai philosophique intitulé : L’appel du cosmos ou le pas de la réflexion.
Créativité africaine et primitivisme occidental Philosophie et Esthétique. Recueil de textes extraits pour la plupart de diverses revues et publications, 1982-2009. Paris l'Harmattan  2018; 236 pages.

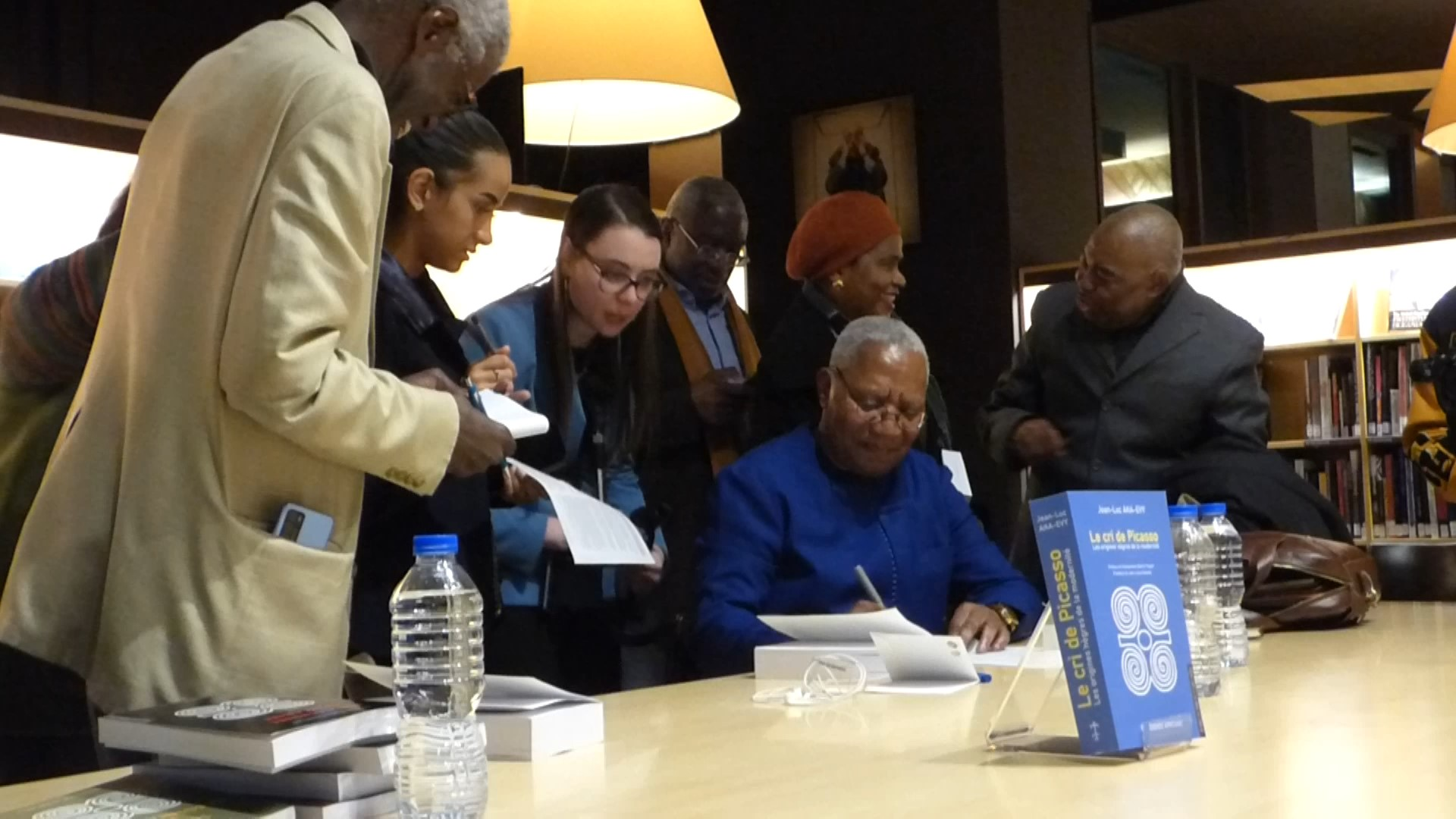
Jean-Luc Aka-Evy dédicace son livre Le cri de Picasso au musée du quai Branly à Paris

En 2023 est publié aux éditions Présence africaine le fruit de plus de vingt ans de travail, Le cri de Picasso, les origines nègres de la modernité. Préfacé par Souleymane Bachir Diagne et postfacé par Jean-Loup Amselle, ce pavé de plus de 700 pages décortique la force motrice que représenta l'art africain classique dans l'évolution de l'art moderne occidental. 

## Distinctions
Par décret du 17 juillet 2015 il est élevé et nommé à titre exceptionnel à la dignité d'Officier dans l’ordre du mérite congolais.